# FK Madžari Solidarnost Skoplje
FK Madžari Solidarnost (Fudbalski klub Madžari Solidarnost Junior, Fudbalski klub Madžari Solidarnost; Madžari Solidarnost, Madžari Solidarnost; Madžari Solidarnost hunior; makedonski Фудбалски клуб Маџари Солидарност Јуниор Скопје) je muški nogometni klub iz Skoplja, Regija Skoplje, Sjeverna Makedonija. 
  
Klub djeluje na području Općine Gazi Baba, odnosno naselja Madžari. 

## Vanjske poveznice
- (mak.) fkmadzarisolidarnost.weebly.com
- FK Madzari Solidarnost-Junior, facebook stranica
- (engl.) macedonianfootball.com, Madjari Solidarnost
- (engl.) int.soccerway.com, FK Madžari Solidarnost 92
- (engl.) futbol24.com, FK Madžari Solidarnost Skopje
- (engl.) worldfootball.net, FK Madzari 92
- (engl.) sofascore.com, Madzari Solidarnost
- rezultati.com, Solidarnost
- (njem.) kicker.de, FK Madzari Solidarnost 92 - Vereinsinfo
- (engl.) transfermarkt.com, Madzari Solidarnost
- (engl.) footballdatabase.eu, Madzari Solidarnost
- (lit.) futbolas.lietuvai.lt, FK Mad̂ari Solidarnost